# Pavonia columella
Pavonia columella är en malvaväxtart som beskrevs av Antonio José Cavanilles. Pavonia columella ingår i släktet påfågelsmalvor, och familjen malvaväxter. Inga underarter finns listade i Catalogue of Life.